# Bangsia melanochlamys
La tangara negrigualda, tangará aurinegra, bangsia negra y oro o cachaquito negro y dorado (Bangsia melanochlamys), es una especie de ave paseriforme de la familia Thraupidae, perteneciente al  género Bangsia. Es endémica de Colombia.

## Distribución y hábitat
Se distribuye en dos áreas disjuntas en el oeste de Colombia: la primera en las pendientes norteña y occidental de los Andes centrales en Antioquia, donde no había sido registrada desde 1948, hasta que fue redescubierta en 1999 al oeste del río Nechí. Este estudio encontró que es la especie más común en la Reserva La Serrana. La segunda área es en la pendiente del Pacífico de los Andes occidentales en Chocó, Risaralda y Valle del Cauca, alrededor de los cerros Tatamá y Mistrató, incluyendo Alto de Pisones.
Esta especie es considerada bastante común pero muy local en su hábitat natural: el estrato medio de selvas húmedas montanas con abundancia de musgos, en altitudes entre 1400 y 2200 m.

## Estado de conservación
La tangara negrigualda ha sido calificada como vulnerable por la Unión Internacional para la Conservación de la Naturaleza (IUCN) debido a que su pequeña zona de distribución y su baja población, estimada entre 600 y 1700 individuos maduros, se presumen estar en decadencia como resultado de la continua pérdida de hábitat. Hasta el año 2000 era considerada amenazada de extinción, pero la redescubierta de la población norteña, donde se la creía extinta, hizo con que se la recalificara.

## Sistemática

### Descripción original
La especie B. melanochlamys fue descrita por primera vez por el ornitólogo austríaco Carl Eduard Hellmayr en 1910 bajo el nombre científico Buthraupis melanochlamys; su localidad tipo es: «La Selva, río Jamaraya, 4800 pies [c. 1465 m], Chocó, Colombia».

### Etimología
El nombre genérico femenino «Bangsia» conmemora al zoólogo estadounidense Outram Bangs (1863–1932); y el nombre de la especie «melanochlamys», se compone de las palabras del griego «melas»: negro, y «khlamus»: manto, capote, en referencia a su dorso negro.

### Taxonomía
Es monotípica. Los amplios estudios filogenéticos recientes de Burns et al. (2014) demuestran que la presente especie es hermana de Bangsia rothschildi.